# Olivia Palermo
Olivia Palermo (ur. 28 lutego 1986 w Greenwich) – amerykańska aktorka i modelka. Najbardziej znana z udziału w programie stacji MTV, The City.

## Kariera
Jej największym sukcesem było wzięcie udziału w reality-show The City, który był dla niej zapoznaniem z aktorstwem. Seria zadebiutowała 29 grudnia 2009 roku. Doniesiono, że Olivia otrzymała 12000 dolarów za jeden odcinek produkcji. W ramach programu, pracowała w dziale PR dla Diane von Furstenberg, a później w dziale akcesoria dla magazynu Elle. Została przypisana do agencji Wilhelmina Models w 2009 roku. Pojawiła się na okładkach takich czasopism jak Elle Mexico, Tatler, ASOS Magazine, Shop Til You Drop i Marie Claire UK. Pojawiła się jako juror gościnny w Project Runway 9 i Britain and Ireland's Next Top Model. W październiku 2011 Olivia założyła bloga, w którym dzieli się swoimi codziennymi przeżyciami, podróżami i modą.

## Życie prywatne
Jest córką Douglasa Palermo, dewelopera włoskiego pochodzenia i projektantki wnętrz, Lynn Hutchings. Dorastała między Upper East Side w Nowym Yorku, a rodzinnym Greenwich w stanie Connecticut.